# Coupe de l'UFOA 1995
Navigation
Édition précédente Édition suivante
La Coupe de l'UFOA 1995 est la dix-neuvième édition de la Coupe de l'UFOA, qui est disputée par les meilleurs clubs d'Afrique de l'Ouest non qualifiés pour la Coupe des clubs champions africains ou la Coupe d'Afrique des vainqueurs de coupe. 
Toutes les rencontres sont disputées en matchs aller et retour. Le club nigérien de Bendel Insurance réussit un triplé inédit dans la compétition en battant les Ivoiriens d'Africa Sports en finale. C'est donc le 3e titre du club dans la compétition.

## Premier tour
| Équipe 1      | Résultat | Équipe 2          | Aller | Retour |
| ------------- | -------- | ----------------- | ----- | ------ |
| Enugu Rangers | 6 - 1    | AS Real Bamako    | 3 - 0 | 3 - 1  |
| Africa Sports | 2 - 1    | Cape Coast Dwarfs | -     | -      |

- Les autres résultats du premier tour ne sont pas connus.

## Quarts de finale
| Équipe 1      | Résultat | Équipe 2             | Aller | Retour |
| ------------- | -------- | -------------------- | ----- | ------ |
| Africa Sports | 3 - 1    | Enugu Rangers        | 2 - 1 | 1 - 0  |
| Horoya AC     | 1 - 5    | Bendel Insurance (T) | 0 - 2 | 1 - 3  |
| Mogas 90      | -        | LPRC Oilers forfait  | -     | -      |

## Demi-finales
| Équipe 1             | Résultat | Équipe 2 | Aller | Retour |
| -------------------- | -------- | -------- | ----- | ------ |
| Africa Sports        | 3 - 0    | Mogas 90 | 3 - 0 | -      |
| (T) Bendel Insurance | -        | exempt   | -     | -      |

## Finale
| Équipe 1                | Résultat | Équipe 2      | Aller | Retour |
| ----------------------- | -------- | ------------- | ----- | ------ |
| (T) Bendel Insurance FC | 5 - 2    | Africa Sports | 4 - 1 | 1 - 1  |